# Лукіно Вісконті
Лукі́но Віско́нті (італ. Luchino Visconti, повне ім'я — Лукіно Вісконті ді Модроне, граф Лонате-Поццоло (Luchino Visconti di Modrone il conte di Lonate Pozzolo); 2 листопада 1906, Мілан — 17 березня 1976, Рим) — італійський режисер театру та кіно.

## Біографія
Народився 2 листопада 1906 року в Мілані. Був четвертим сином герцога Джузеппе Вісконті ді Модроне, далеким нащадком міланських герцогів Вісконті. Батько був пошановувачем мистецтва та одним з покровителів театру Ла Скала; мати — Карла Ерба — дочкою багатого промисловця, власника відомої та потужної фармацевтичної кампанії.
У роки другої світової війни Вісконті був близьким до італійських комуністів, допомагав Руху Опору, був заарештований за підозрою в організації антифашистської змови. У 1943 році на власні кошти та кошти Комуністичної Партії Італії зняв свій перший повнометражний фільм «Одержимість» за романом Джеймса М. Кейна «Листоноша завжди дзвонить двічі». Ця версія була придумана у радянський час для можливості показу фільмів Вісконті у СРСР. Насправді фільм був спонсорований сином італійського диктатора Беніто Муссоліні Вітторіо.
Наступний художній фільм — «Земля здригається» був знятий на Сицилії за участю непрофесійних акторів. Він задумувався як перша частина трилогії про робітничий клас, але вона не була закінчена.
Надалі Вісконті звертався як до сучасних сюжетів («Найкрасивіша», 1951 р., «Рокко та його брати», 1960 р., «Туманні зірки Великої Ведмедиці», 1965 р., «Сімейний портрет у інтер'єрі», 1974 р.), так і до екранізації класичних творів («Білі ночі» за Ф. М. Достоєвського, 1957 р., «Леопард» по роману Джузеппе Томазі ді Лампедуза, 1963). За «Леопарда» Вісконті отримує «Золоту пальмову гілку» на Каннському кінофестивалі 1963 року.
Найбільш значущими кінотворами вважаються фільми «німецької трилогії»: «Загибель богів» (1969), «Смерть у Венеції» (1971), «Людвіг». Четвертою частиною мала стати екранізація «Чарівної гори» Томаса Манна. Однак хвороба та ускладнення після неї, а також похилий вік майстра не дозволили цьому здійснитися.
У 1976 році Вісконті відфільмував свою останню картину «Невинний» (1976) за романом Габріеле д'Аннунціо.
Помер Лукіно Вісконті 17 березня 1976 року у Римі внаслідок сильної застуди.

## Особисте життя
Вісконті не приховував своєї гомосексуальності. У різний час його партнерами були принц Умберто Савойський, фотограф Пауль Хорст, режисер Франко Дзефіреллі, актор Гельмут Бергер (нар. 1944); він також короткий час був заручений з австрійської аристократкою Ірмою Віндішгрец (1913—1984).

## Фільмографія
- 1943 — Одержимість / Ossessione
- 1945 — Дні слави / Giorni di gloria
- 1948 — Земля здригається / La terra trema
- 1951 — Найкрасивіша / Bellissima
- 1951 — Нотатки про пригоду / Appunti su un fatto di cronaca
- 1953 — Ми — жінки (новела «Анна Маньяні») / Anna Magnani episodio di Siamo Donne
- 1954 — Почуття / Senso
- 1957 — Білі ночі / Le notti bianche
- 1960 — Рокко та його брати / Rocco e i suoi fratelli
- 1962 — Боккаччо-70 (новела «Робота») / Il lavoro episodio di Boccaccio'70
- 1963 — Леопард / Il Gattopardo
- 1965 — Туманні зірки Великої Ведмедиці (Млиста зірка Великої Ведмедиці) / Vaghe stelle dell'Orsa
- 1967 — Відьми (новела «Відьма, спалена живцем») / La strega bruciata viva, episodio di Le streghe
- 1967 — Сторонній / Lo straniero
- 1969 — Загибель богів / La caduta degli dei
- 1971 — Смерть у Венеції / Morte a Venezia
- 1972 — Людвіг / Ludwig
- 1974 — Сімейний портрет в інтер'єрі / Gruppo di famiglia in un interno
- 1976 — Невинний / L'innocente

## Премії та нагороди
- 1948 — Міжнародна премія на Венеційському кінофестивалі за фільм «Земля здригається»
- 1960 — Спеціальна премія на Венеційському кінофестивалі за фільм «Рокко та його брати»
- 1960 — Срібна премія на Венеційському кінофестивалі за фільм «Білі ночі»
- 1963 — «Золота пальмова гілка» на Каннському кінофестивалі за фільм «Леопард»
- 1960 — «Золотий лев» на Венеційському кінофестивалі за фільм «Туманні зірки Великої Ведмедиці»
- 1970 — Найкращий режисер на Венеційському кінофестивалі за фільм «Загибель богів»
- 1971 — Ювілейна премія з нагоди 25-ї річниці Каннського кінофестивалю за фільм «Смерть у Венеції»
- 1971 — Премія «Давид ді Донателло» за найкращу режисерську роботу за фільм «Смерть у Венеції»
- 1973 — Премія «Давид ді Донателло» за найкращу режисерську роботу за фільм «Людвіг»